# Breaking Up

Breaking Up (br: Amor em Chamas) é um filme de comédia dramática produzido nos Estados Unidos, dirigido por Robert Greenwald e lançado pela Warner Bros. em 1997 diretamente em vídeo.